# Cupid (vệ tinh)
Cupid là một vệ tinh tự nhiên vòng trong của Sao Thiên Vương. Nó được phát hiện bởi Mark R. Showalter và Jack J. Lissauer vào năm 2003 bằng kính viễn vọng Không gian Hubble. Vệ tinh này được đặt theo tên của một nhân vật trong vở kịch Timon of Athens của William Shakespeare.
Cupid là thiên thể nhỏ nhất trong số các vệ tinh tự nhiên của Sao Thiên Vương, ước tính đường kính của nó chỉ khoảng 18 km. Kích thước nhỏ và bề mặt tối làm cho nó quá mờ để có thể phát hiện bằng các máy ảnh của tàu Voyager 2 trong lần bay đến Sao Thiên Vương của nó vào năm 1986.
Quỹ đạo của Cupid nhỏ hơn 863 km so với quỹ đạo của vệ tinh lớn hơn là Belinda. Không giống như Mab và Perdita, các vệ tinh tự nhiên của Sao Thiên Vương được phát hiện vào năm 2003, nó dường như không bị nhiễu loạn.
Sau khi được phát hiện, Cupid đã được đặt cho danh xưng tạm thời là S/2003 U 2. Nó còn có tên định danh là Uranus XXVII.